# Guineea-Bissau
Republica Guineea-Bissau (portugheză República da Guiné-Bissau, API: /ʁɛˈpublikɐ dɐ giˈnɛ biˈsau/) este un stat în Africa de Vest, unul dintre cele mai mici state din Africa. Se învecinează cu Senegalul la nord și cu Guineea la sud și est iar la vest se află Oceanul Atlantic. O fostă colonie portugheză, Guineea Portugheză, a devenit independentă în 1973. Pentru a evita confuzia cu statul învecinat Republica Guineea, la titlul statului a fost adăugat numele capitalei, Bissau. În Guineea-Bissau venitul pe cap de locuitor este unul din cele mai scăzute din lume.

## Istorie
Articol principal: Istoria Guineei-Bissau

## Politică
Articol principal: Politica Guineei-Bissau

## Regiuni
Articol principal: Regiunile Guineei-Bissau
Guineea-Bissau este împărțită din punct de vedere administrativ în 8 regiuni (portugheză :regiões) și un sector autonom (portugheză :sector autónomo). Aceste 8 regiuni sunt alcătuite la rândul lor din 37 de sectoare. 
| - Bafatá - Biombo - Bissau* - Bolama - Cacheu - Gabu - Oio - Quinara - Tombali * autonomous sector |  | Harta regiunilor Guineei-Bissau |  |

## Geografie
Articol principal: Geografia Guineei-Bissau
Guineea-Bissau se află în cea mai mare parte între latitudinile 11° și 13° N (o mică zonă este la sud de 11°), și între longitudinile 13° și 17° V.
La o suprafață de 36.125 km², țara este mai întinsă decât Taiwan, Belgia sau statul american Maryland. Această mică țară tropicală se află la o altitudine joasă, cel mai înalt punct este la 300m deasupra mării. Interiorul este acoperit de savană, iar coasta este o câmpie mlăștinioasă acoperită de mangrove. Sezonul ploios alternează cu perioade în care harmattan, un vânt cald, uscat suflă dinspre Sahara. Arhipelagul Bijagos este situat în Golful Guineei, nu departe de țărmul guineobissauan.

## Economie
Articol principal: Economia Guineei-Bissau

## Demografie
Articol principal: Demografia Guineei-Bissau
Principalele orașe din Guineea-Bissau sunt:
| Locul | Orașul    | Populața         | Populața      | Regiunea |
| Locul | Orașul    | Recensământ 1979 | Estimare 2005 | Regiunea |
| ----- | --------- | ---------------- | ------------- | -------- |
| 1     | Bissau    | 109.214          | 388.028       | Bissau   |
| 2     | Bafatá    | 13.429           | 22.521        | Bafatá   |
| 3     | Gabú      | 7.803            | 14.430        | Gabú     |
| 4     | Bissorã   | -                | 12.688        | Oio      |
| 5     | Bolama    | 9.100            | 10.769        | Bolama   |
| 6     | Cacheu    | 7.600            | 10.490        | Cacheu   |
| 7     | Bubaque   | 8.400            | 9.941         | Bolama   |
| 8     | Catió     | 5.170            | 9.898         | Tombali  |
| 9     | Mansôa    | 5.390            | 7.821         | Oio      |
| 10    | Buba      | -                | 7.779         | Quinara  |
| 11    | Quebo     | -                | 7.072         | Quinara  |
| 12    | Canchungo | 4.965            | 6.853         | Cacheu   |
| 13    | Farim     | 4.468            | 6.792         | Oio      |
| 14    | Quinhámel | -                | 3.128         | Biombo   |
| 15    | Fulacunda | -                | 1.327         | Quinara  |

## Cultură
Articol principal: Cultura Guineei-Bissau